# Kozmetička ginekologija
Kozmetička ginekologija je nova disciplina u okviru ginekologije koja se sve više primenjuje u prvim decenija 21. veka. Ovaj naziv, koji se često koristi u marketinške svre, uključuje mnoge medicinake postupke podmlađivanja tkiva vagine, koji se majčeše odnose na vaginoplastiku i na labiaplastiku. Kozmetička ginekologija primarno ima za cilj da poboljša fizički izgled ili funkciju vagine i usana; ili u mnogim slučajevima oba cilja postižu se istovremeno. Rezultati kozmetičke ginekologije, pored estetskih razloga može poboljšati uživanje u seksualnim aktivnostima, jer istovremeno podmlađujući genitalije telo izgledalo i duhovno mlađe ili estetski ugodnije.
Najčešći korisnici ovih usluga su žene starije od 40 godina, mada sve više ove usluge traže i znatno mlađe žene. 
Kozmetička ginekologija je danas brzo rastuće područje estetske hirurgije širom Sjedinjenih Američkih Država, odakle se sve više širi i po celom svetu.

## Osnovne informacije
Kako žena stari dolazi do fiziološke promene genitalne regije, na koje utiču   starost i događaji poput trudnoće i rođenja. To menja unutrašnju i spoljašnju strukturu vagine, uzrokujući promene u njenom izgledu i fizičkom odgovoru na nadražaje. 
Tokom života žene, promene genitalne regije dovode i do promena u elastićnosti vaginalnih zidova, čvrstini karličnog dna, masi i kontinuitetu mišića i vezivnog tkiva. Te promene se uočavaju kao proširenje i mlitavost vaginalnih zidova kao i proširenje introitusa (predvorja) vagine itd.
Kao najčešće direktne posledice napred navedenih promena mogu se jabviti: 
- seksualna disfinkcija,
- spad mokračne bešike,
- inkontinencija mokraće,
- česte urogenitalne infekcije.
- lečenje benignih tumora - prema najnovijim saznanjima HIFU je primenljiv i u terapiji benignih tumora kao što su miomi.
- terapija malignih oboljenja - HIFU metodom je u početnoj fazi i ima svoju perspektivu. Mehanizam akcije kako to HIFU radi je taj da se ultrazvucni talas precizno fokusira na tumor i zagrevajući ga na 65-70°C vrše denaturaciju tumorskih ćelija i krvnih sudova koji ishranjuju tumorsko tkivo.

## Indikacije
Poput plastične hirurgije koja radi korektivne operacije na licu i drugim delovima tela, i kozmetička ginekologija vrši razne korektivne (invazivne i neinvazivne) porcedure i zahvate najčešće na vulvi i vagini
Korektivne, plastične operacije, kao i kod klasične estetske hirurgije imaju za cilj da primeno metodama ugradjivanja implanta, zatezanja fascija i mišića i najčešće smanje dužine malih usnica stidnice. 
Nova laserska tehnologija omogućava širok spektar klinički kao i kozmetički ginekološki tretmana u koje spadaju: 
- Kondilomi, cervikalna displazija, laserska vagina
- Zatezanje, lasersko obrezivanje usana i laserski tretman vulve
- Melanoza,
- Miomektomija, policistični jajnik, cervikalni / endometrijski polipi, adhezije,
- Laserska liposukcija pubisa uklanjanje dlaka sa pubičnog predela i vulve, d: IAG laseri su koristi.

### Vaginoplastika
Vaginoplastika je metoda hirurškog preoblikovanje vagine kojom se koriguje ulazni otvor i unutrašnjost vagine, što doprinosi intenzivnijem osećaju i seksualnom zadovoljstvu. Ponekad se izraz koristi i za operacije pola u slučaju da se žena rodi bez vagine, dakle za transseksualne žene. 
Ovoj metodi najčešće se podvrgavaju žene koje su više puta rađale ili imale traumatičan porođaj, što je kod njih zbog mehaničkog rastezanja vaginalnog zida dovelo do povećanja prečnika, izmeni oblika i smanjenja seksualnog osećaja usled slabljenja mišića, ili transseksualne osobe. Danas je vaginoplastika postala i sinonim za estetsku hirurgiju stidnih usana za žene koje izgledom vlastite vagine nisu zadovoljne.
Postupak vaginoplastike usmeren je na smanjenje širine vagine. Iako je vagina prirodno dizajnirana da se rasteže tokom seksa i porođaja, tkiva vagine mogu vremenom izgubiti elastičnost, posebno nakon više porođaja. Ovo trajno istezanje ponekad može uticati na zadovoljstvo žene tokom seksa.
Tokom vaginoplastike, kozmetički hirurg može koristiti tehnike kao što su zatezanje perinealnih mišića ili popravljanje zadnjeg zida vagine, smanjujući ukupnu širinu rodnice i "zatežući" tkiva. 
Iako se vaginoplastika obično traži kao kozmetički postupak, ona se može koristiti i kao rekonstruktivni postupak za rešavanje urođenih oštećenja ili povrede tkiva koje su se mogle dogoditi tokom porođaja.

### Labioplastika
Labioplastika se odnosi na promenu veličine i oblik usana ili nabora kože koji uokviruju otvor vagine. Prirodno, postoji značajna razlika u izgledu stidnih usana od žene do žene i često se javljaju normalne asimetrije. Mnoge žene traže ovaj postupak jer imaju prirodni višak kože koji može izazvati nelagodu pri nošenju pripijene odeće ili otežan seks i intimnost. Razlozi za pacijente koji zahtevaju operaciju smanjenja usna su uglavnom:
- estetske u 87% slučajeva,
- nelagodnost u nošenju odeće (64%),
- nelagodnost u sportu (26%)
- dispareunija (43%) .[6]

Postupak labiaplastike može ukloniti višak kože sa obe strane stidnih usana kako bi se smanjila ukupna veličina, ili samo sa jedne strane kako bi se ispravila asimetrija.

### Izbeljivanje vagine
Na području vagine čestose mogu primetiti nakupine koja menjaju boju kože - pigmenti melanina. Uz pomoć najnovije laserske tehnologije i TCA kiselina, koža može biti dekolorisan u znatnoj meri.

### Intenziviranje doživljaja orgazma
Najnoviji postupak povezan sa laserom je upotreba trombocitne plazme (PRP), kojom se žensko genitalno područje podmlađuje - pre svega klitoris i vagina. Ovim postupkom postiže se veće vlažnost, brže i lakše seksualno uzbuđenje i bolji kvalitet orgazma.

### Uklanjanje ili otvaranje himena
Postupak uključuje hirurško uklanjanje ili otvaranje himena, što je zahtev onih koji misle da je za normalan i funkcionalan ulazak u vaginu i za normalan seksualni odnos potrebno ukloniti himen.

### Rekonstrukcija himena
Rekonstrukcija himena ili himenoplastika je operacija koja ima za cilj obnovu integriteta himena i povratak njegove gotovo iste strukture kao kada je pacijentkinja bila nevina. Bez obzira na razloge za ovu vrstu vaginalne rekonstrukcije, ona se može sprovesti u bilo kom uzrastu i bez obzira na broj prethodnih seksualnih odnosa.
Operacija se izvodi pod lokalnom ili opštom anestezijom, često prema željama pacijenta.
Nakon ove intimne hirurgije šavovi se resorbuju za 3 nedelje. Tuširanje se može nastaviti dan nakon operacije. Uobičajeno ne postoji bol. Kontrola se obavlja nakon 3 nedelje postoperativno i tada se vrši konačno ispitivanje ishoda operacije.

### Stimulacija G tačke
Stimulacija G tačke moderan je način širenja, jačanja i konsolidacije G tačke.

### Povećanje stidnih usana
Nakon 20. godine velike i tamne usne postaju opuštenije i gube izgled napetost i elastičnosti. Na moderan način uliva se implant u velike usne kako bismo ojačali i poboljšali izgled velikih usana. Učinak se održava pojedinačno, ali obično se traje oko 8-12 meseci.

### Liposukcija pubične oblasti
Kao i drugde na telu, masti se mogu akumulirati u pubičnom prostoru, delu tela između ženskog polnog  organa i donjeg trbuha, što može odavati vrlo negativan estetski utisak, naročito kada je žena naga ili nosi kupaći kostim. Ovaj estetski nedostatak može se sanirati liposukcijom, nakon što hirurg pre razmotri anatomiju abdominalnog regiona, i nakog što se obave i ostale pripreme za intimnu plastičnu hirurgiju.
Praktično ova hirurška tehnika se sastoji u usisavanju viška masti kroz finu kanilu. Količina masti koju treba ukloniti zavisi od prisutnosti viška masti i zahteva pacijentice. Ova intervencija se može izvoditi pod lokalnom anestezijom, ali se u praksi često izvodi pod kratkoročnom opštom anestezijom, jer je ovo prilično osetljiva oblast i vrlo delikatna lokacija na telu. Preporučuje se da pacijent nosi odgovarajući ”gaćice-pojas” oko 4 nedelje nakon liposukcije ovog dela tela.
Treba napomenuti da liposukcija pubičnog dela obično dovodi do velikog edema u vulvarnom regionu, koji ostaje otečen oko 2 nedelje. Tuširanje je dozvoljeno dan nakon operacije pa nadalje, ali se seksualni odnosi ne preporučuju u trajanju od 2 do 3 nedelje. Ožiljak je obično izuzetno diskretan. Pacijentica bi trebao znati da će edem trajati 1-3 meseca i da je potrebno oko šest meseci da se postigne krajnji željeni rezultat ove operacije.

## Metode
Neinvazivne, ili manje invazivne tehnike koje se koriste u kozmetičkoj ginekologiji zasnivaju se na upotrebi: 
- CO2 lasera,
- ER:NDYAG lasera,[а]
- radio-frekventnih struja (RF)
- metoda HIFU (akronim HIFU znaci High Inensity Focused Ultrasound).[8]

Većina nehirurških metoda se zasniva na aplikaciji nekog vida energije (struje, svetlosti ili ultrazvuka) na sluzokožu, nakon koje se konverzijom u toplotnu energiju postigne biostimulativni efekat. U tom smislu ove izvore energije možemo podeliti na
Ablativne metode
Laseri, ERYAG i CO2 spadaju u ablativne agense,što znači da ostećuju površinske slojeve sluzokože. Radiofrekventna struja takođe spada u ablativne agense, ali u manjoj meri od lasera. 
Neablativne metode
Jedini neablativni izvor energije je ultrazvuk, odnosno HIFU metoda vaginalnog remodeliranja. HIFU tretmani se izvode na 2-4 nedelje,  a do konačnih efekata potrebno je uraditi 4-6 tretmana
Dobre strane HIFU metode su: 
- Potpuno je bezbolna metoda
- Nije  praćeni pojavom zućkastog, vodenastog ili sukrvičavog sekreta kao kod primene lasera.
- Period apstinencije je znatno kraći i iznosi svega nekoliko dana.

- Kratko trajanje tretmana
- Nema neželjenih efekata
- Mali broj kontraindikacija kao što su trudnoća, menstrualno krvarenje i maligna oboljenja
- Gotovo trenutni efekti
- Nema oštećenja sluzokože
- Kratak period oporavka
- Izostanak diskomfora u bilo kom smislu
- Osim sužavanja i remodeliranja vagine istovremeno koriguje statiku i dinamiku karličnog vezivnog tkiva i pomaže u lečenju SIU
- Pomaže u rešavanju problema bolnih i neprijatnih odnosa
- Povećava osetljivost vaginalne sluzokože
- Poboljöava prokrvljenost sluzokože i dubljih tkiva
- Omogućava bolju lubrifikaciju
- Intenzivira orgazam i čini ga eksplozivnijim

Generalno sve metode, bilo da su bazirane na upotrebu lasera struje ili ultrazvuka, za osnovni princip imaju:
- zagrevanje sluzokože vagine,
- biostimulativno i regenerativno dejstvo energije na kolagen i ostale strukture vezivnog tkiva kao što su krvni sudovi i elasticna vlakna.

Na taj način se postiže efekat zatezanja i remodeliranja. Uporedjujuci različite metode prednost dobijaju one koje su bezbolne i brze, i one koje pacijentu donose najmanj stepen diskomfora. U tom smislu, ultrazvucni talasi su se pokazali kao najbolji jer je procedura HIFU tehnikom potpuno bezbolna i ne donosi diskomfor u smislu pojačanog sekreta i potrebom za dužom apstinencijom.

## Napomene
1. ↑  Er:YAG laser je tip čvrstotelnog lasera koji kao izvor zračenja koristi matricu itrijum aluminijum granata (YAG), dopiranu atomima erbijuma Er. Er:YAG laseri emituju svetlost talasne dužine 2940 nm što pripada bliskoj infracrvenoj oblasti. Za razliku od Nd:YAG ласерa, svetost ferkvencije Er:YAG lasera se jako apsorbuje od strane molekula vode, usled atomske rezonancije. Ovo ograničava njegovu primenu u hirurgiji i mnogim drugim laserskim aplikacijama ge postoji prisusvo molekula vode. Zbog ovog ograničenja se daleko manje koriste nego njegovi srodnici Nd:YAG ili Er:staklo laseri.

## Literatura
- Rouzier R, Louis-Sylvestre C, Paniel BJ, Haddad B (2000). „Hypertrophy of labia minora: experience with 163 reductions”. American Journal of Obstetrics and Gynecology. 182 (1 Pt 1): 35—40. PMID 10649154. doi:10.1016/S0002-9378(00)70488-1.: 35–40.
- Goodman, M. P.; Placik OJ; Benson RH; Miklos JR; Moore RD;  . (2010). „A large multicenter outcome study of female genital plastic surgery”. The Journal of Sexual Medicine. 7 (4 Pt 1): 1565—1577. PMID 19912495. doi:10.1111/j.1743-6109.2009.01573.x.: 1565–1577.
- Zdenko Vizintin, Mario Rivera, Ivan Fistonić, Ferit Saraçoğlu, Paolo Guimares, Jorge Gaviria, Victor Garcia, Matjaz Lukac, Tadej Perhavec LM (2012) Novel Minimally Invasive VSP Er:YAG Laser Treatments in Gynecology. LA&HA - Journal of the Laser and Health Academy 1: 46–58.

## Spoljašnje veze
- „HIFU tehnologijom do sužene i remodelirane vagine” (PDF). Архивирано из оригинала (PDF) 24. 06. 2021. г. Приступљено 22. 03. 2021.
- Therapeutic Ultrasound na veb-sajtu  (језик: енглески)
- Despite Doubts, Cancer Therapy Draws Patients from The New York Times on 18

|  | Molimo Vas, obratite pažnju na važno upozorenje u vezi sa temama iz oblasti medicine (zdravlja). |